# دیر پرشور
دِیر پرشور (انگلیسی: Pershore Abbey) یک دیر در پرشور، انگلستان است.
این دیر که در دهه ۶۸۰ میلادی بنیان‌گذاری شده دارای یک برج به ارتفاع ۳۵٫۴۰ متر تا سقف و ۴۳٫۹۰ متر تا بالاترین نقطه آن است.

## نگارخانه

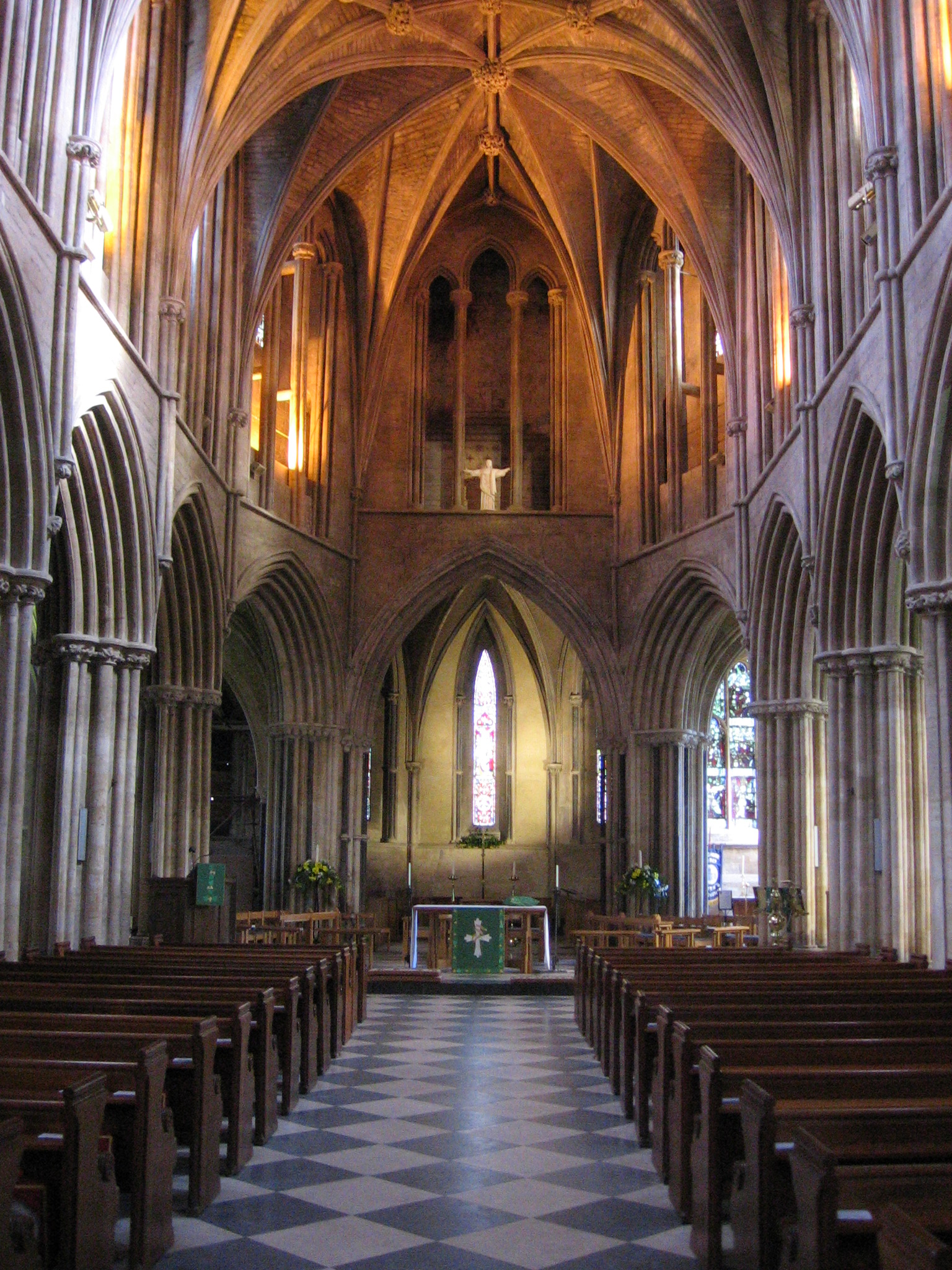
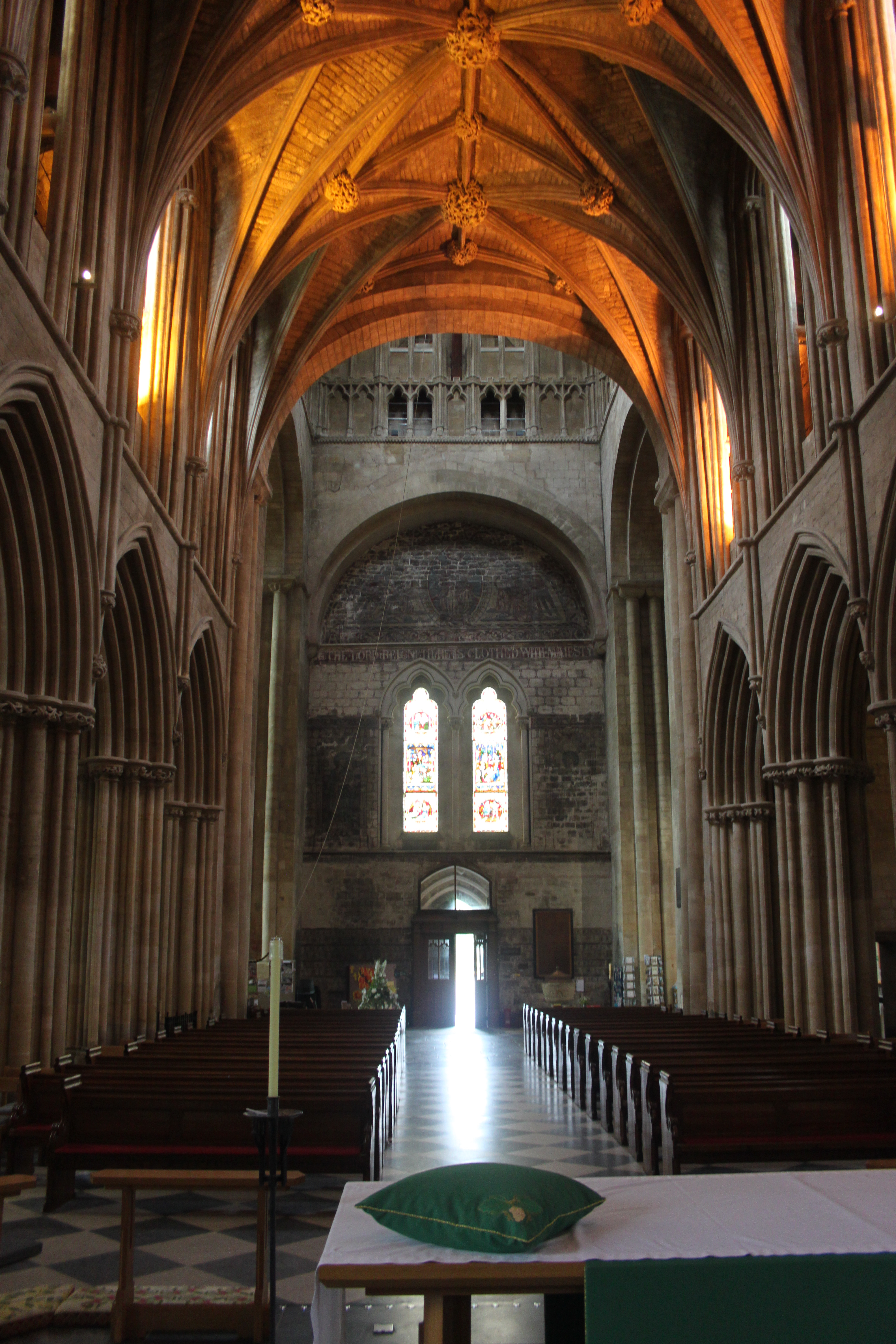
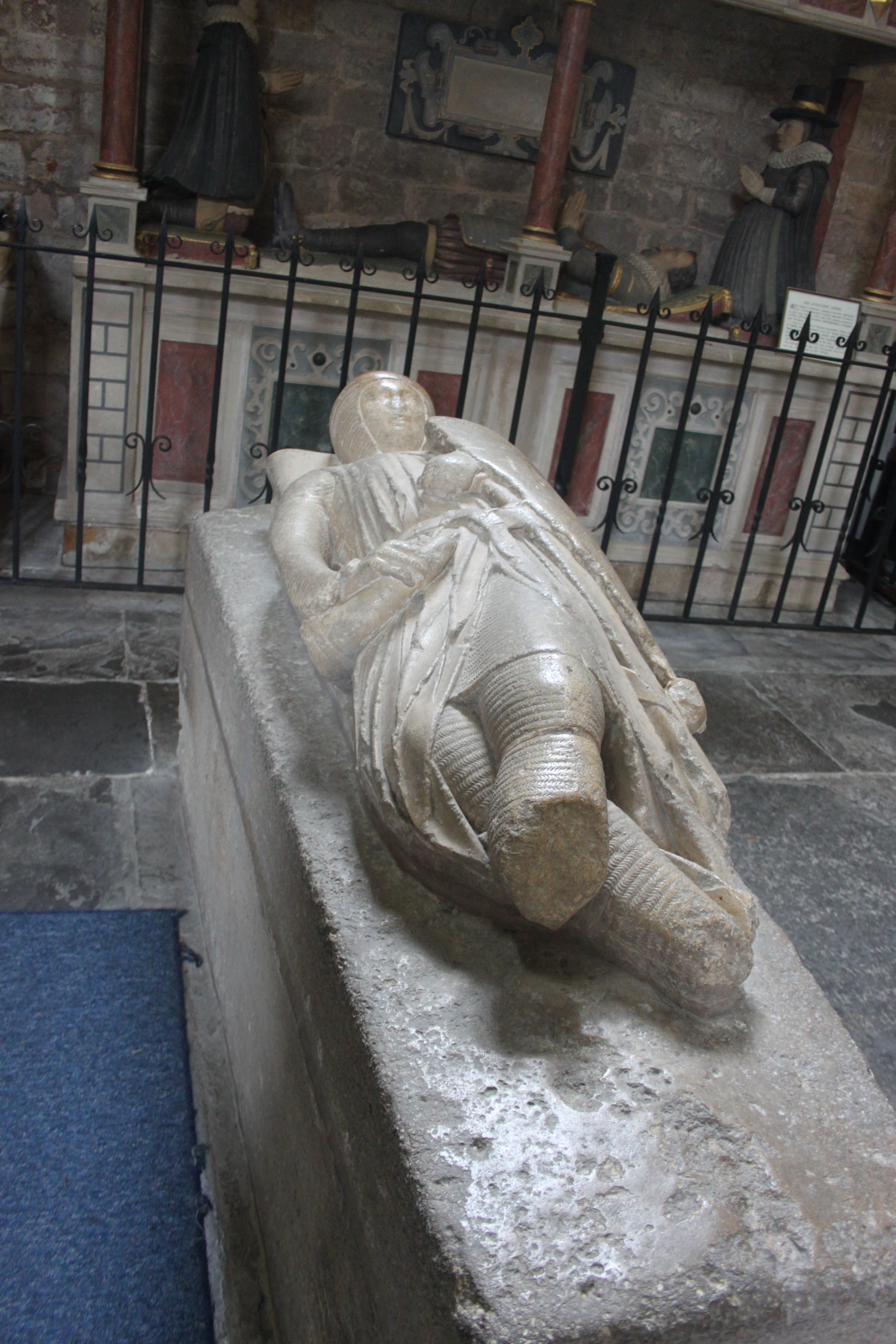
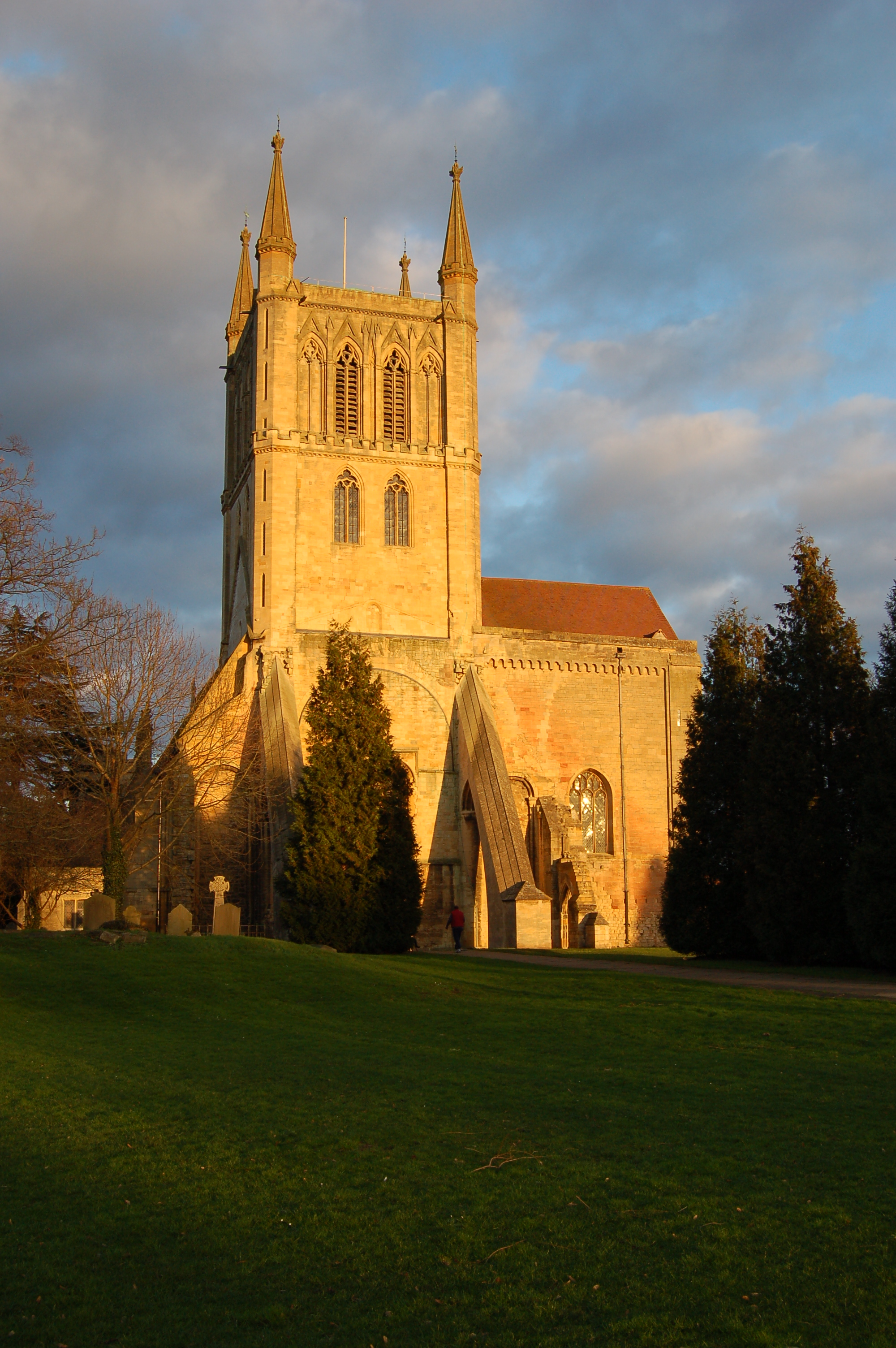
Pershore Abbey from the west.
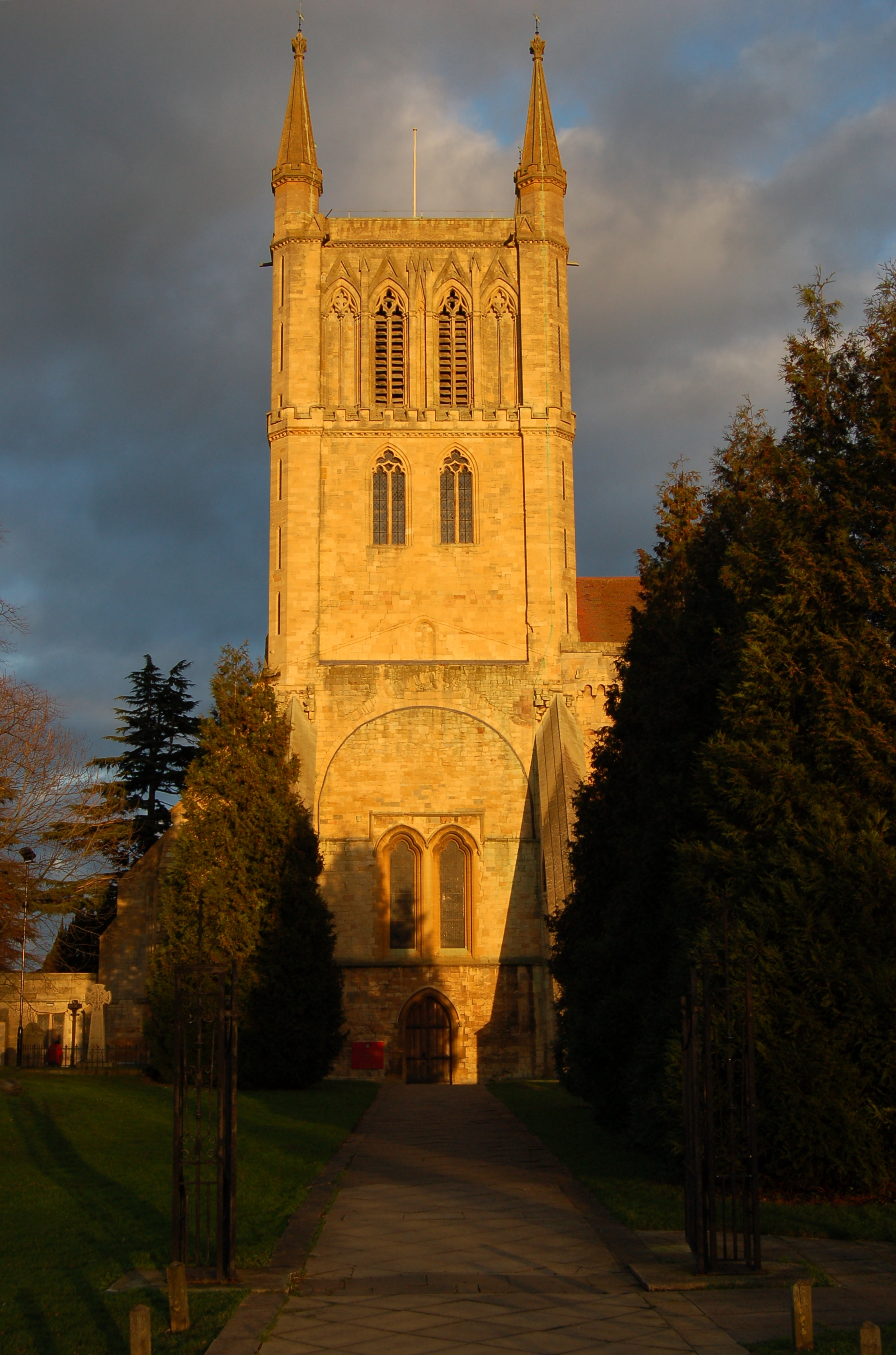
The western path to Pershore Abbey.
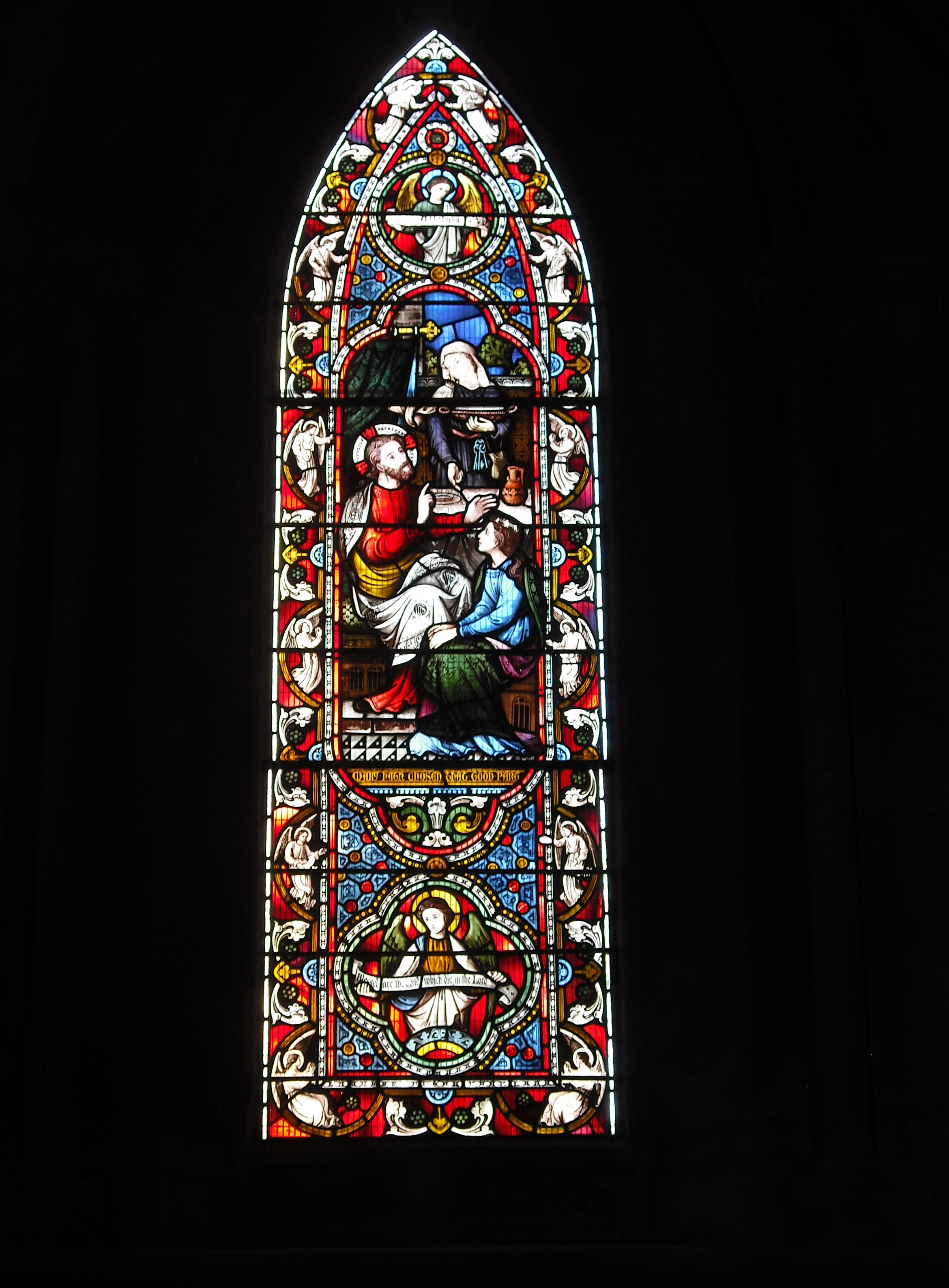
North aisle, NE window, by Franz Mayer & Co., 1898.
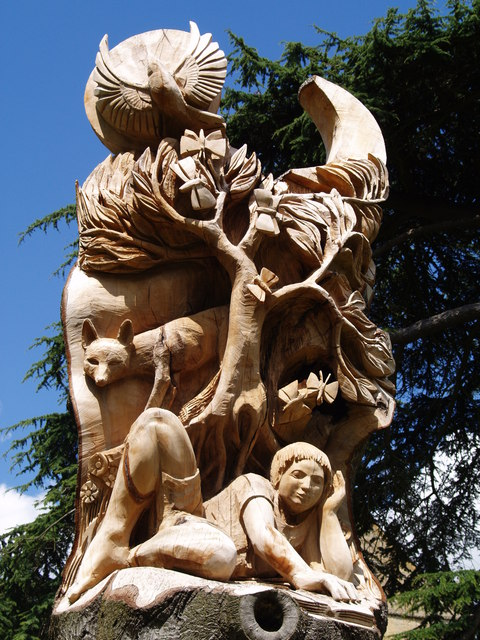
Abbey sculpture in the grounds.
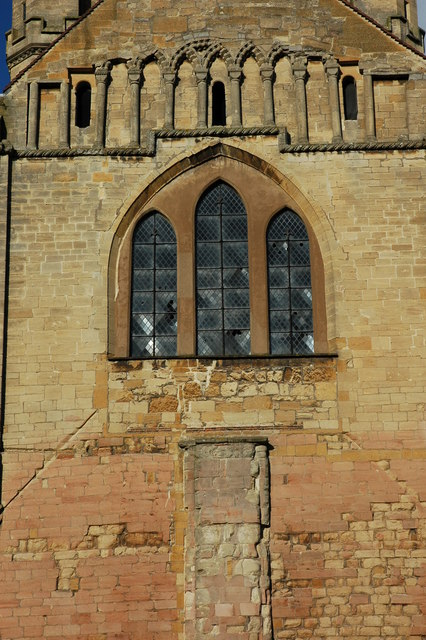
The south transept.